# ACID
ACID je zkratka z oboru informatiky, přesněji z oblasti databází. Jde o první písmena čtyř anglických slov vystihujících čtyři žádoucí vlastnosti databázových transakcí. To jsou:
- atomicita (atomicity)
- konzistence (consistency)
- izolovanost (isolation)
- trvalost (durability)

Zkratku zavedli v roce 1983 Andreas Reuter a Theo Härder ve svém článku Principles of transaction-oriented database recovery. Vycházeli přitom ze starší práce z roku 1981, ve které Jim Gray zavedl pouze atomicitu, konzistenci a trvalost.

## Atomicita
Atomicita znamená u databázových transakcí totéž, co atomicita v informatice obecně, totiž že se operace provede z hlediska uživatele buď celá, nebo vůbec – tedy výsledkem nebude žádný nedefinovaný mezistav.

## Konzistence
Konzistencí se rozumí požadavek, že transakce nesmí narušit databázovou integritu. To nevylučuje ztrátu konzistence na vyšší, aplikační úrovni, požadavek se týká pouze zachování podmínek, které byly definovány na databázové úrovni.

## Izolace
Požadavek izolace znamená, že se vícero současně probíhajících transakcí nesmí ovlivnit.

## Trvalost
Trvalost transakce znamená, že jakmile je již transakce dokončena, znamená to, že je zaznamenána trvalým způsobem, takže ji nevymaže například následný výpadek napájení.